# Kanton Romainville
Kanton Romainville (fr. Canton de Romainville) je francouzský kanton v departementu Seine-Saint-Denis v regionu Île-de-France. Tvoří ho pouze město Romainville.